# Walleye de Toledo
Le Walleye de Toledo est une franchise professionnelle de hockey sur glace en Amérique du Nord qui évolue dans l'ECHL. L'équipe est basée à Toledo en Ohio.

## Historique
La franchise est créée en 2008 à la suite du Storm de Toledo inactif depuis 2007. Elle commence ses activités en ECHL lors de la saison 2009-2010.

## Statistiques
| Saison    | PJ | V  | D  | DP | DTB | BP  | BC  | Pts | Classement                   | Séries éliminatoires   |
| --------- | -- | -- | -- | -- | --- | --- | --- | --- | ---------------------------- | ---------------------- |
| 2009-2010 | 72 | 35 | 30 | 2  | 5   | 254 | 274 | 77  | 3e place, division Nord      | Défaite au 1er tour    |
| 2010-2011 | 72 | 33 | 33 | 4  | 2   | 239 | 255 | 72  | 4e place, division Nord      | Non qualifiés          |
| 2011-2012 | 72 | 28 | 38 | 2  | 4   | 189 | 258 | 62  | 4e place, division Nord      | Non qualifiés          |
| 2012-2013 | 72 | 37 | 26 | 5  | 4   | 224 | 195 | 83  | 2e place, division Nord      | Défaite au 1er tour    |
| 2013-2014 | 72 | 21 | 44 | 4  | 3   | 193 | 268 | 49  | 5e place, division Nord      | Non qualifiés          |
| 2014-2015 | 72 | 50 | 15 | 5  | 2   | 281 | 182 | 107 | 1re place, division Nord     | Défaite en demi-finale |
| 2015-2016 | 72 | 47 | 20 | 2  | 3   | 225 | 174 | 99  | 1re place, division Nord     | Défaite au 1er tour    |
| 2016-2017 | 72 | 51 | 17 | 2  | 2   | 302 | 191 | 106 | 1re place, division Centrale | Défaite en demi-finale |